# Jacques Bachelot
Pour les articles homonymes, voir Bachelot.
Jacques Bachelot, né le 24 janvier 1938 à Bois-Guillaume en Seine-Maritime et mort le 20 décembre 2022 à Crèvecœur-le-Grand, est un coureur cycliste français, professionnel de 1964 à 1966,.

## Palmarès
- 1961
  - Grand Prix Michel-Lair
- 1962
  - Champion de Normandie indépendants
  - 14e étape du Tour de l'Avenir
  - 2e du championnat de France indépendants
  - 2e de Paris-Dreux
  - 3e du Grand Prix du Parisien (contre-la-montre par équipes)
- 1963
  - 2e du championnat de France indépendants
- 1965
  - 2e du Circuit d'Auvergne
- 1966
  - 3e du Circuit de la Vienne

## Résultats sur le Tour de France
1 participation
- 1965 : 62e